# Плопень (Васлуй)
Плопень, Плопені (рум. Plopeni) — село у повіті Васлуй в Румунії. Входить до складу комуни Богдана.
Село розташоване на відстані 265 км на північний схід від Бухареста, 11 км на південний захід від Васлуя, 64 км на південь від Ясс, 132 км на північ від Галаца.